# Xico Bizerra
Xico Bizerra, nome artístico de Francisco Bizerra ( Crato, Ceará) é um compositor, poeta e produtor musical brasileiro. 
Cearense do Crato e está radicado no Recife desde o final dos anos 60, onde veio estudar e trabalhar. Foi funcionário concursado do Banco Central do Brasil por 28 anos, onde se aposentou, tendo desempenhado diversas funções, inclusive a de Inspetor do Departamento de Fiscalização Bancária. Do ponto de vista artístico, Xico vem desenvolvendo um trabalho voltado para a valorização da nossa mais autêntica música regional, sem fazer concessões aos modismos .
Sua música vem-se revelando moderna e tradicional, simultaneamente, por guardar a essência de seus mestres inspiradores e se atualizar do ponto de vista melódico-musical, incorporando novos elementos à sagrada trindade sertaneja formada pela sanfona, zabumba e triângulo. A capacidade produtiva, aliada à qualidade de sua obra, fez de Xico, inobstante a exiguidade da carreira, o Compositor regional mais gravado nos últimos 5 anos. Mais de 350 artistas diferentes, tanto Nordestinos como de outras regiões, gravaram músicas do Poeta. Para se ter uma ideia, sua música "Se Tu Quiser", lançada em 2003, já tem 214 regravações, inclusive uma versão em inglês - IF YOU WANT .
Dentre os vários nomes que já interpretaram canções de Xico podemos citar Marinês, Dominguinhos, Amelinha, Elba Ramalho, Xangai, Trio Nordestino, Maria Dapaz, Quinteto Violado, Silvério Pessoa, Cida Moreira, Geraldo Maia, Alaíde Costa, Frank Aguiar, Nena Queiroga, Maciel Melo, Flávio José, Santanna, o Cantador, Irah Caldeira, Cristina Amaral, Nádia Maia, Sevy Nascimento, Petrúcio Amorim, Jorge de Altinho, Adelmário Coelho, Arlindo dos 8 Baixos, André Rio e Dalva Torres, dentre muitos outros .

De destacar-se, também, a preocupação de Xico com o apoio e incentivo aos novos músicos e intérpretes que se inserem no cenário musical por entender ser a esta a forma de manter viva a cultura e a tradição. Entende Xico, e isso reafirma sempre em suas entrevistas, que esse pessoal novo é o responsável pelo "aguamento da semente que um dia "seu" Luiz plantou". Gente como Dudu do Acordeon, Ilana Ventura, Jorge Neto, Perkata de Couro, Território Nordestino, dentre muitos outros, já gravaram músicas suas .